# Medasina celebensis
Medasina celebensis là một loài bướm đêm trong họ Geometridae.